# Popillia fallaciosa
Popillia fallaciosa är en skalbaggsart som beskrevs av Leon Fairmaire 1889. Popillia fallaciosa ingår i släktet Popillia och familjen Rutelidae. Inga underarter finns listade i Catalogue of Life.